# Radziucie
Radziucie (lit. Radziūčiai) – wieś nad jeziorem Gaładuś, w Polsce położona w województwie podlaskim, w powiecie sejneńskim, w gminie Sejny. Leży nad jeziorem Gaładuś.
| SIMC    | Nazwa  | Rodzaj    |
| ------- | ------ | --------- |
| 1011862 | Bruzgi | część wsi |

W latach 1975–1998 miejscowość administracyjnie należała do województwa suwalskiego.